# Verwaltungsgebäude der Nordwolle

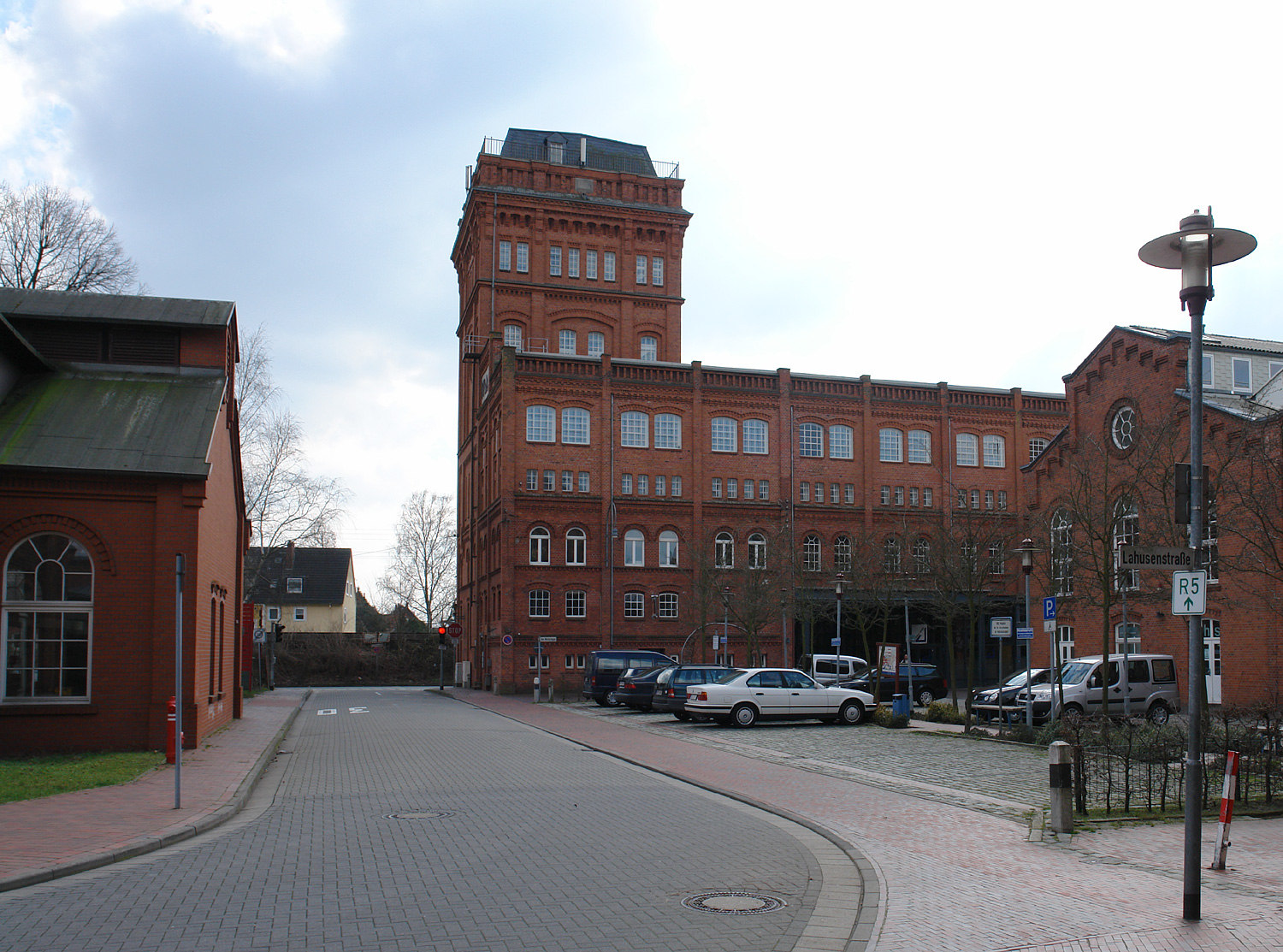
Turm des Verwaltungsgebäudes

Das Verwaltungsgebäude der Nordwolle, Sitz der Norddeutschen Wollkämmerei & Kammgarnspinnerei (NW&K) in Delmenhorst, Nordwollestraße 10 und Am Wollelager 21, wurde um 1900 gebaut. Es ist heute ein Bürohaus mit verschiedenen Nutzern, u. a. dem Bildungswerk der Niedersächsischen Wirtschaft (BNW) Standort Delmenhorst und dem Jobcenter Delmenhorst.
Die Gebäude ist ein Baudenkmal in Delmenhorst.

## Geschichte
Die Nordwolle war ein bedeutendes Unternehmen für die Verarbeitung von Wolle und Kammgarn. Die Zahl der Beschäftigten wuchs rapide an: 1887 waren es 900, um 1911 bereits 3000 Mitarbeiter.
Die vier-, fünf- und sechsgeschossigen verklinkerten historisierenden Gebäude wurden im Stil des Eklektizismus von dem Bremer Architekt Henrich Deetjen entworfen; erstellt wurden sie in der Anfangszeit des Ausbaus der Fabrikanlage von 1897 bis 1914. Markant ist das aufwändige obere Gesims. Alle Geschosse unterscheiden sich in der Fassade durch verschiedene Fensterformate, u. a. mit Segmentbögen und Rundbögen. Lisenen gliedern die Fassade, dazwischen zwei Fensterachsen und in der Horizontalen unterschiedliche Gurtgesimse.
Ein sechsgeschossiger Turm an einer Stirnseite betont die Dominanz des Gebäudes. Daneben steht das ehemalige Pförtnerhaus mit dem Widder-Portal und der Zentraluhr.
In dem Gebäudekomplex waren neben der Verwaltung und das ehem. Portiershaus, (Nordwollestraße 10) auch das ehem. Wollelager/Lager B (Am Wollelager 1–25) untergebracht.
Ab 1995 war zeitweise das Kulturamt und das Medienbüro Delmenhorst in dem Gebäude Am Wollelager 21 untergebracht. In den 2000er Jahren wurde der Gebäudekomplex saniert und diverse Nutzer zogen ein. Seit 2008 hat das Bildungswerk der Niedersächsischen Wirtschaft (BNW) hier seinen Standort Delmenhorst. Jugendliche und Erwachsene werden im Auftrag der Agentur für Arbeit und des Jobcenters auf den Einstieg in Ausbildung und Arbeit vorbereitet. Die Agentur für Arbeit Jobcenter Delmenhorst hat die Adresse Am Wollelager 21.